# Chimonobambusa angustifolia
Chimonobambusa angustifolia ist eine Bambus-Art aus der Gattung Chimonobambusa mit 2 bis 5 Meter hohen Halmen und 6 bis 15 Zentimeter langen Halmblattspreiten. Das Verbreitungsgebiet der Art liegt in China.

## Beschreibung
Chimonobambusa angustifolia ist ausdauernd und bildet leptomorphe Rhizome. Die verholzenden Halme erreichen eine Höhe von 2 bis 5 Metern und einen Durchmesser von 1 bis 2,5 Zentimetern. Die Internodien sind grün und 10 bis 15 Zentimeter lang. Sie sind im Querschnitt leicht viereckig oder stielrund, warzig, anfangs dicht weiß-flaumig und spärlich borstig behaart. Die Knoten sind purpurfarben und deutlich verdickt. An der Scheidennarbe unter dem Knoten ist meist ein Ring aus nussbraunen Wimpern oder die Basis der Halmscheide vorhanden. Der Knoten an der Halmbasis zeigt einen Ring aus neun bis vierzehn dornartigen Wurzeln. Je Knospe werden drei horizontal zueinander stehende Seitenäste gebildet. Die Halmscheiden sind rötlich-gelb, kürzer als die Internodien und von deutlich erhöhten, purpurfarbenen Blattadern durchzogen. Das Blatthäutchen ist gestutzt oder bogenförmig und fein bewimpert. Die Halmblattspreite ist pfriemlich-dreieckig und 3 bis 5 Millimeter lang. Je Endzweig werden ein bis drei, selten vier Laubblätter gebildet. Die Laubblattscheiden sind kahl oder anfangs bewimpert. Am Übergang zu den Laubblattspreiten sitzen drei bis fünf, gerade, blasse, 3 bis 5 Millimeter lange Borsten (oral setae). Die Blatthäutchen sind klein und bogenförmig. Die Laubblattspreite ist linealisch-lanzettlich bis linealisch, 6 bis 15 Zentimeter lang und 0,5 bis 1,2 Zentimeter breit, papierartig und unbehaart. Je Blatt werden drei bis vier Nervenpaare gebildet. Blütenstände sind unbekannt. Neue Sprosse wachsen von August bis September.

## Verbreitung und Ökologie
Das natürliche Verbreitungsgebiet der Art liegt in China in den Provinzen Guangxi, Guizhou, Hubei und Shanxi. Dort wächst die Art in Höhen von 700 bis 1400 Metern.

## Systematik und Forschungsgeschichte
Chimonobambusa angustifolia ist eine Art aus der Gattung Chimonobambusa, Tribus Arundinarieae, Unterfamilie Bambus (Bambusoideae). Die Art wurde 1981 von Zhu Zhengde und Zhao Qi Seng im Journal of Nanjing Technological College of Forest Products Jahrgang 1981 Teil 3 Seite 36 erstbeschrieben. Synonyme der Art sind Chimonobambusa linearifolia W.D.Li & Q.X.Wu und Chimonobambusa recurva T.P.Yi.